# Ouled Sassi
Ouled Sassi là một đô thị thuộc tỉnh Biskra, Algérie. Dân số thời điểm năm 2002 là 6.053 người.